# Załuski (Nidzica)
Załuski (deutsch Salusken, 1938 bis 1945 Kniprode) ist ein Dorf in der polnischen Woiwodschaft Ermland-Masuren. Es gehört zur Gmina Nidzica (Stadt- und Landgemeinde Neidenburg) im Powiat Nidzicki (Kreis Neidenburg).

## Geographische Lage
Załuski liegt im Südwesten der Woiwodschaft Ermland-Masuren, sechs Kilometer nordwestlich der Kreisstadt Nidzica (deutsch Neidenburg).

## Geschichte
1351 wurde Saluski, nach 1574 Zalusken und nach 1785 Salusken genannt, das erste Mal erwähnt. Als 1874 der Amtsbezirk Lahna (polnisch Łyna) sich im ostpreußischen Kreis Neidenburg bildete, wurden die Landgemeinde Salusken und der Gutsbezirk Salusken eingegliedert.
Am 18. März 1908 wurde die Landgemeinde Salusken in den Gutsbezirk Salusken eingemeindet. Im Jahre 1910 betrug die Einwohnerzahl des großen Gutsdorfs Salusken 180, und belief sich 1933 auf 277.
Aufgrund der Bestimmungen des Versailler Vertrags stimmte die Bevölkerung in den Volksabstimmungen in Ost- und Westpreußen am 11. Juli 1920 über die weitere staatliche Zugehörigkeit zu Ostpreußen (und damit zu Deutschland) oder den Anschluss an Polen ab. In Salusken stimmten 92 Einwohner für den Verbleib bei Ostpreußen, auf Polen entfielen zwei Stimmen.
Aus politisch-ideologischen Gründen der Abwehr fremdländisch klingender Ortsnamen wurde Salusken am 3. Juni – amtlich bestätigt am 16. Juli – 1938 in „Kniprode“ umbenannt. 1939 zählte das Dorf 257 Einwohner.
Als 1945 in Kriegsfolge das gesamte südliche Ostpreußen an Polen überstellt wurde, war auch Salusken resp. Kniprode davon betroffen. Das Dorf erhielt die polnische Namensform „Załuski“ und ist heute als Sitz eines Schulzenamts (polnisch Sołectwo) eine Ortschaft im Verbund der Gmina Nidzica (Stadt- und Landgemeinde Neidenburg) im Powiat Nidzicki (Kreis Neidenburg), bis 1998 der Woiwodschaft Olsztyn, seither der Woiwodschaft Ermland-Masuren zugehörig.

## Kirche
Bis 1945 war Salusken/Kniprode in die evangelische Pfarrkirche Neidenburg in der Kirchenprovinz Ostpreußen der Kirche der Altpreußischen Union, außerdem in die römisch-katholische Pfarrkirche Neidenburg im damaligen Bistum Ermland eingegliedert.
Heute gehört Załuski katholischerseits zur Kirche Mariä Empfängnis und St. Adalbert Nidzica im jetzigen Erzbistum Ermland, evangelischerseits zur Heilig-Kreuz-Kirche Nidzica in der Diözese Masuren der Evangelisch-Augsburgischen Kirche in Polen.

## Verkehr
Załuski liegt an einer Nebenstraße, die parallel zur Schnellstraße S 7 verläuft und die Kreisstadt Nidzica mit dem Ort Rączki (Rontzken, 1938 bis 1945 Hornheim) verbindet.
Die nächste Bahnstation ist Nidzica an der Bahnstrecke Działdowo–Olsztyn (deutsch Soldau–Allenstein).

## Persönlichkeiten

### Aus dem Ort gebürtig
- Hermann Nehbel (* 14. Februar 1868 in Salusken; † 14. Juli 1922 in Schwarzort), Rittergutsbesitzer und Mitglied des Deutschen Reichstags

### Mit dem Ort verbunden
- Arthur Daehnke (1872–1932), deutscher Richter und Offizier, wurde auf dem Friedhof in Salusken beigesetzt